# 西村泰彦 (サッカー指導者)
西村 泰彦（にしむら やすひこ、1980年9月15日 - ）は、香川県出身のサッカー指導者。

## 来歴
明治大学を卒業後、2003年に大宮アルディージャ育成部のコーチに就任。ジュニア、ジュニアユース世代を指導した後、2012年はトップチームのテクニカルスタッフを務めた。2013年より、分析担当コーチに就任した。2020年まで務めた後、2021年から母校の明治大学のサッカー部のコーチに就任し、2年間務めた。
2023年に、青森山田高校サッカー部の監督だった黒田剛が就任したFC町田ゼルビアの分析担当コーチに就任した。

## 所属クラブ
- 香川県立高松商業高等学校
- 明治大学

## 指導歴
- 2003年 - 2020年  大宮アルディージャ
  - 2003年 - 2006年 育成部 コーチ
  - 2007年 - 2010年 ジュニア 監督
  - 2011年 ジュニアユース コーチ
  - 2012年 トップチーム テクニカルスタッフ
  - 2013年 - 2020年 トップチーム 分析担当コーチ
- 2021年 - 2022年  明治大学体育会サッカー部 コーチ
- 2023年 -  FC町田ゼルビア
  - 2023年 - トップチーム 分析担当コーチ